# 복수초등학교
복수초등학교는 대한민국 충청남도 금산군 복수면 곡남리에 있는 공립 초등학교다.

## 학교 연혁
| 1929년 | 4월 20일 | 복수공립보통학교(4년제) 개교     |
| 1938년 | 4월 1일  | 복수공립심상소학교(6년제)로 개칭 |
| 1941년 | 4월 1일  | 복수공립국민학교로 개칭          |
| 1994년 | 9월 1일  | 용진분교장 편입                  |
| 1996년 | 3월 1일  | 복수초등학교로 개칭              |
| 2011년 | 2월 11일 | 제80회 졸업(총 4,199명)          |
| 2011년 | 3월 1일  | 용진분교장 통폐합                |
| 2013년 | 2월 15일 | 제82회 졸업(총4,219명)           |
| 2013년 | 3월 1일  | 7학급 편성(유치원 1학급)         |

## 참고 자료
- 복수초등학교 - 한국교육학술정보원 학교알리미